# سیارک ۲۸۶۱۴
سیارک ۲۸۶۱۴ (به انگلیسی: 28614 Vejvoda، نامگذاری:2000FO8) بیست و هشت هزار و ششصد و چهاردهمین سیارک کشف شده‌است که در ۲۵ مارس ۲۰۰۰ کشف شد.